# 天使の時空船
『天使の時空船』（てんしのじくうせん）は、松本零士による日本のSF漫画作品である。
「レオナルド・ダ・ヴィンチの伝説」の副題が付いている。

## 概要
月刊『コミックトム』（潮出版社）に1993年5月号から1997年7月号まで連載された。全49話。
コミックスは希望コミックス（潮出版社）より全7巻が出版され、後に中公文庫コミック（中央公論新社）より全6巻で文庫版が出版されている。
2012年5月より、FM番組「ANIME RADIO」内ラジオドラマが放送され、2016年6月に最終回となり放送終了。

## あらすじ
22世紀の未来。地球を含む銀河系は「崩壊断面」から「無の暗黒」へ滑り落ちるという未曽有の危機に瀕していた。この危機を救えるのは歴史上の偉人・天才たちの中でもレオナルド・ダ・ヴィンチただ一人。1452年の夏にヴィンチ村を飛んでいて、琥珀に閉じ込められた蚊の吸った血液からのダ・ヴィンチをクローンとして蘇えらせるべく計画がスタートした。しかし、この計画に反対するマミア・ルナ・熒子は復元機を破壊し、レオナルドからすべてを学ぶために時空船で彼の生きていた時代へと向かった。
1452年に到着したマミアは、同様の目的でさらに未来の45世紀から来たエル・ラ・クリスティンと出会う。マミアとクリスティンは「魔女」としてレオナルドの成長を見守る。

## 主要登場人物
「声」は、FMラジオドラマでの配役
レオナルド・ダ・ヴィンチ
声:内山眞人、幼少期の声:安倍ようこ
作中では黒色火薬、無煙火薬、フリントロック式銃、迫撃砲、天球儀といった時代を超越したような発明を次々と行っている。ヘリコプターのような飛行器具も、材質と動力の問題が解決できれば実際に飛行可能であったとしている。
その才は師匠にあたるヴェロッキオも認めており、フィレンツェ中に知られる。そのため、絵画や彫刻の製作依頼が舞い込んでいるが、本人の気質もあって依頼された締切日通りに完成したものはほとんど無い。
15世紀での物語は、レオナルドがマミアらと別れの晩餐を開き「最後の晩餐」のインスピレーションを得てミラノ公国へ旅立つ。
マミア・ルナ・熒子（マミア・ルナ・けいこ）
声:星河ゆま
レオナルドから様々なことを学ぶべく22世紀から来た女。
熒子の「熒」は火星を指す「熒惑（けいこく）」の意。ネット上では「螢」の文字が使用されていることも多い。
終盤にて、琥珀に閉じ込められていた蚊が吸った血液から復元されたクローン人間であることが明らかにされた。
エル・ラ・クリスティン
声:涼愛りな
45世紀の人間。「41世紀委員会」のメンバー。日本語で「レオナルド・ダ・ヴィンチ伝」を書き残すことになる。
セル・ピエロ
声:ユ・ソウン（兪蘇雲）
レオナルドの父。公証人。
カテリーナ
声:新城えり
レオナルドの実母。マミアに似ており、ホクロの位置も同じ。物語の途中で死亡するが、記録されている死亡年、死亡場所とは異なっていた。
ウルスラ・ヘリケ
声:原澤唯
マミア、クリスティンと敵対する謎の女性。
その正体は40億年以上昔の前期地球文明から時空船で未来へと送られてきた人間。前期地球文明は遊星との衝突により惑星創造をやり直すような大災害によって滅びた。
前期地球文明は金属生命体の時代であり、ヘリケも金属生命体であったが、15世紀で生存できるようミナミ教授、マジモトに細胞レベルで改造を受ける。
フランチェスカ
声:鈴宮舞姫
松本零士
1994年、1995年の人物。作者である松本零士本人。
1995年末に自宅の輸入家具の裏から出てきた日本語で記された古書「レオナルド・ダ・ヴィンチ伝」の翻訳出版を行うことになる。
ミーくん
声:安倍ようこ
松本零士の飼い猫。
ネロ
声:安倍ようこ
レオナルドがヴィンチ村で飼っていた猫。話し相手でもあった。
ミナミ教授
声:颯原光児
22世紀の教授。
マジモト
声:金澤辰典
45世紀の教授。松本零士の子孫。「41世紀委員会」のメンバー。45世紀ではあまり重要な立場ではないため、15世紀へ派遣されることになった。
ファンターレス
声:高槻佳奈
99世紀の時間統合管理局の人間。マミアやクリスティンの子孫。
マミア、クリスティン、ミナミ、マジモトらが15世紀に滞在を続けていると未来が変動するため、マミアを除き帰還するように通達に来た。マミアが残らなかった場合は「モナ・リザ」が存在しなくなるとも言っている。
本名はゴエモンズ・ネズミコーゾーズ・リューマ・タカスギ・イソロクIII世。
マリア・ロロ・ベルベッタ
早すぎた天才女性科学者。立体視のできる双眼鏡型天体望遠鏡を自作する。ベルベッタ家は南部アフリカ探検で財を成しており、探検にはマリアも随行している。
財政難となったセル・ピエロからレオナルドに結婚相手となるよう請われる。レオナルドもマリアに興味を抱くが、何者かに抹殺される。

## 書籍情報
天使の時空船：レオナルド・ダ・ヴィンチの伝説
希望コミックス版
1. 1995年2月 ISBN 4-267-90269-0
2. 1995年4月 ISBN 4-267-90279-8
3. 1995年9月 ISBN 4-267-90291-7
4. 1996年9月 ISBN 4-267-90297-6
5. 1997年4月 ISBN 4-267-90300-X
6. 1997年7月 ISBN 4-267-90304-2
7. 1997年9月 ISBN 4-267-90310-7

中公文庫コミック版
1. 2006年8月 ISBN 4-12-204731-5
2. 2006年9月 ISBN 4-12-204744-7
3. 2006年10月 ISBN 4-12-204751-X
4. 2006年11月 ISBN 4-12-204780-3
5. 2006年12月 ISBN 4-12-204794-3
6. 2007年1月 ISBN 978-4-12-204804-1